# Alva Myrdal

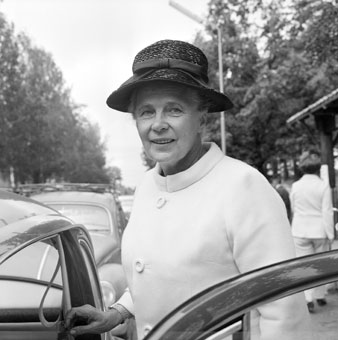
Alva Myrdal

Alva Reimer Myrdal (31 tháng 1 năm 1902 tại Uppsala - 1 tháng 2 năm 1986 tại Danderyd,Stockholm) là một chính trị gia, một nhà xã hội học Thụy Điển. Bà đã được nhận giải Nobel Hòa bình năm 1982 chung với Alfonso Garcia Robles.

## Tiểu sử
Bà sinh tại Uppsala, là con trưởng trong một gia đình khá giả. Bà học ngành tâm lý học và xã hội học tại Đại học Uppsala. Bà được công chúng biết đến từ thập niên 1930, và được coi là người có công lớn trong việc thành lập nhà nước phúc lợi Thụy Điển.
Bà viết chung với Karl Gunnar Myrdal quyển Khủng hoảng trong vấn đề dân số (tiếng Thụy Điển: Kris i befolkningsfrågan) (1934). Tiền đề căn bản của Khủng hoảng trong vấn đề dân số là tìm ra dạng cải cách xã hội cần thiết cho phép quyền tự do cá nhân (nhất là của phụ nữ) trong khi cũng thúc đẩy sự sinh đẻ và khuyến khích người Thụy Điển sinh con. Trong khi báo trước nhiều cải cách xã hội bao quát chung chung thuận lợi cho Thụy Điển, sách cũng kết hợp một số zeitgeist (tinh thần thời đại) của thập kỷ 1930, trong việc thúc đẩy lý tưởng ưu sinh (eugenics) và các chương trình triệt sản cưỡng bách.
Cùng với kiến trúc sư Sven Markelius, bà đã thiết kế "Nhà tập thể hợp tác" của Stockholm (cooperative Collective House) năm 1937 với hướng nhìn về việc phát triển nhiều tự do trong gia đình hơn cho các phụ nữ.
Là một đảng viên lỗi lạc của Đảng Dân chủ Xã hội Thụy Điển, cuối thập niên 1940 bà đã tham gia vào các vấn đề quốc tế cùng với Liên Hợp Quốc, được bổ nhiệm đứng đầu ban chính sách phúc lợi của Liên Hợp Quốc năm 1949. Từ năm 1950 tới 1955 bà làm trưởng ban khoa học xã hội của UNESCO—người phụ nữ đầu tiên giữ chức vụ cao như vậy trong một cơ quan Liên Hợp Quốc.
Năm 1962 bà được bầu vào Nghị viện Thụy Điển và cùng năm, bà được phái đi làm phát ngôn viên của phái đoàn Thụy Điển tại Hội nghị giải trừ quân bị của Liên Hợp Quốc ở Genève, một vai trò mà bà đảm nhiệm tới năm 1973.
Năm 1966 bà cũng được bổ nhiệm chức quốc vụ khanh, đảm nhiệm vấn đề giải trừ quân bị cho Bộ Ngoại giao Thụy Điển tới năm 1973.

## Đời tư
Bà kết hôn với Gunnar Myrdal năm 1924. Họ có ba người con: Jan Myrdal, Sissela Bok và Kaj Fölster.

## Giải thưởng
- Giải Hòa bình của ngành kinh doanh sách Đức (1970)
- Giải Jawaharlal Nehru (1981)
- giải Nobel Hòa bình (1982)